# Santa Maria di Loreto
Santa Maria di Loreto is een eclectische kerk in de Italiaanse stad Rome gelegen aan de Piazza Madonna di Loreto 26.
De kerk is opgedragen aan Onze-Lieve-Vrouw van Loreto.

## Geschiedenis
De huidige vierkante kerk uit 1507 is gebouwd op de resten van een vroegere kerk. Tussen 1573 en 1576 werden er delen aan de kerk bijgebouwd door Jacopo Del Duca. Hij voegde onder andere de koepel en de kerktoren toe.

## Kunstwerken

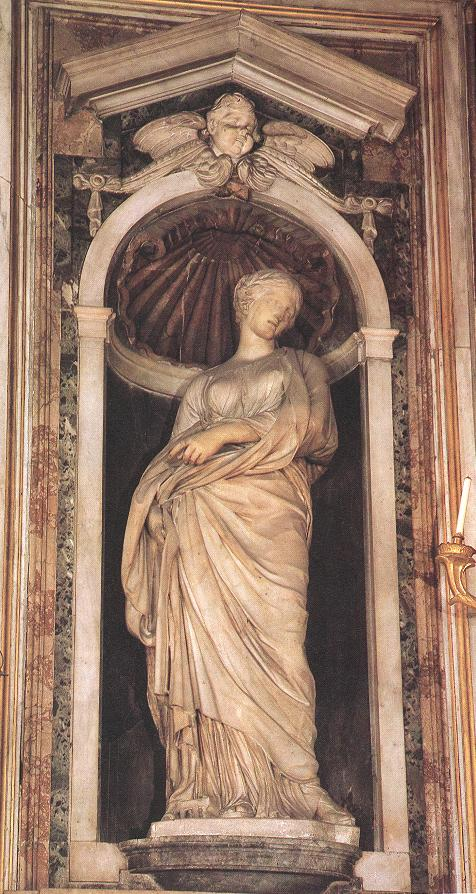
Heilige Suzanna door François Duquesnoy

Een beeld van de Heilige Susanna van François Duquesnoy staat in de nis aan de rechterzijde boven de sacristiedeur gelegen in het koor.
Sant'Agnese fuori le mura · 
Sant'Agnese in Agone · 
Sant'Agostino · 
Sant'Alberto Magno · 
Basilica di Santa Anastasia · 
Sant'Andrea al Quirinale · 
Sant'Andrea delle Fratte · 
Sant'Andrea della Valle · 
Sant'Andrea in Via Flaminia · 
Sant'Angela Merici · 
Santi Angeli Custodi a Città Giardino · 
Sant'Anselmo all'Aventino · 
Sant'Antonio da Padova all'Esquilino · 
Sant'Antonio da Padova in Via Tuscolana · 
Sant’Antonio di Padova a Circonvallazione Appia · 
Sant'Antonio in Campo Marzio · 
Sant'Apollinare alle Terme Neroniane-Alessandrine · 
Sant'Atanasio · 
Sant'Atanasio a Via Tiburtina · 
Santi Aquila e Priscilla · 
Santa Balbina · 
San Bernardo alle Terme · 
Santi Bonifacio e Alessio · 
San Callisto · 
San Camillo de Lellis · 
San Carlo ai Catinari · 
San Carlo al Corso · 
Basiliek van Santa Cecilia in Trastevere · 
San Cesareo in Palatio · 
Santa Chiara a Vigna Clara · 
San Clemente · 
San Corbiniano · 
Santi Cosma e Damiano in Via Sacra · 
San Crisogono · 
Santa Croce in Gerusalemme · 
Santa Croce in Via Flaminia · 
Sacro Cuore di Cristo Re · 
Sacro Cuore di Gesù · 
Sacro Cuore di Gesù agonizzante a Vitinia · 
Dio Padre Misericordioso · 
Santi XII Apostoli · 
San Domenico di Guzman · 
Santi Domenico e Sisto · 
Sant'Elena fuori Porta Prenestina · 
Sant'Eligio dei Ferrari · 
Sant'Emerenziana a Tor Fiorenza · 
Sant'Eugenio · 
Sant'Eusebio · 
Santi Fabiano e Venanzio a Villa Fiorelli · 
San Felice da Cantalice a Centocelle · 
Santa Francesca Romana · 
San Francesco a Ripa · 
San Francesco di Paola ai Monti · 
Friezenkerk · 
San Frumenzio ai Prati Fiscali · 
Il Gesù · 
Gesù Divino Lavoratore · 
San Giacomo in Augusta · 
San Gioacchino ai Prati di Castello · 
Santi Gioacchino e Anna al Tuscolano · 
San Giovanni a Porta Latina · 
San Giovanni Bosco in via Tuscolana · 
San Giovanni Crisostomo a Monte Sacro Alto · 
San Giovanni dei Fiorentini · 
Santi Giovanni e Paolo · 
Santi Giovanni Evangelista e Petronio · 
San Giovanni Maria Vianney · 
San Girolamo dei Croati · 
San Giuliano Martire · 
San Giustino · 
Gran Madre di Dio · 
San Gregorio Magno al Celio · 
San Gregorio Magno alla Magliana Nuova · 
San Gregorio VII · 
Sant'Ignazio · 
Sint-Jan van Lateranen · 
Sint-Juliaan-der-Vlamingen · 
San Leonardo da Porto Maurizio · 
San Leone I · 
San Liborio · 
San Lorenzo in Damaso ·  
San Lorenzo in Lucina · 
San Lorenzo in Panisperna · 
San Luca a Via Prenestina · 
San Luigi dei Francesi · 
Santuario della Madonna del Divino Amore · 
Madonna dell'Archetto - 
Santi Marcellino e Pietro · 
San Marcello al Corso · 
San Marco · 
Santa Maria ai Monti · 
Santa Maria Ausiliatrice in Via Tuscolana · 
Santa Maria Consolatrice al Tiburtino · 
Santa Maria degli Angeli e dei Martiri · 
Santa Maria dei Miracoli en Santa Maria in Montesanto · 
Santa Maria dell'Anima · 
Santa Maria della Pace · 
Santa Maria della Salute a Primavalle · 
Santa Maria della Scala · 
Santa Maria della Vittoria · 
Santa Maria delle Grazie a Via Trionfale · 
Santa Maria del Popolo · 
Santa Maria del Suffragio · 
Santa Maria di Monserrato · 
Santa Maria Domenica Mazzarello · 
Santa Maria Goretti · 
Santa Maria Immacolata a Grottarossa · 
Santa Maria in Aquiro · 
Santa Maria in Aracoeli · 
Santa Maria in Campitelli · 
Santa Maria in Cappella · 
Santa Maria in Domnica · 
Santa Maria in Transpontina · 
Santa Maria in Trastevere · 
Santa Maria in Trivio · 
Santa Maria in Vallicella · 
Santa Maria in Via · 
Santa Maria in Via Lata · 
Santa Maria Liberatrice a Monte Testaccio · 
Santa Maria Madre della Providenza a Monte Verde · 
Santa Maria Madre del Redentore a Tor Bella Monaca · 
Basiliek van Santa Maria Maggiore · 
Santa Maria Regina degli Apostoli alla Montagnola · 
Santa Maria Regina Mundi a Torre Spaccata · 
Santa Maria sopra Minerva · 
Santa Beata Maria Vergine Addolorata a piazza Buenos Aires · 
San Martino ai Monti · 
Natività di Nostro Signore Gesù Cristo a Via Gallia · 
Santi Nereo e Achilleo · 
San Nicola in Carcere · 
Santissimo Nome di Maria al Foro Traiano · 
Nostra Signora del Sacro Cuore · 
Ognissanti in Via Appia Nuova · 
Sant'Onofrio · 
Sint-Pancratiusbasiliek · 
Pantheon (Rome) · 
San Patrizio ·
Sint-Anna in Lateranen ·
Sint-Paulus buiten de Muren · 
Sint-Pietersbasiliek · 
Santi Pietro e Paolo a Via Ostiense · 
San Pietro in Montorio · 
San Pietro in Vincoli · 
Santa Prassede · 
Preziosissimo Sangue di Nostro Signore Gesù Cristo · 
Santa Prisca · 
Santa Pudenziana · 
Santi Quattro Coronati · 
Santi Quirico e Giulitta · 
Santissimo Redentore e Sant'Alfonso in Via Merulana · 
Santa Sabina · 
San Salvatore in Lauro · 
Sint-Sebastiaan buiten de Muren · 
San Silvestro in Capite · 
Santi Simone e Giuda Taddeo a Torre Angela · 
Sixtijnse Kapel · 
Santa Sofia a Via Boccea · 
Santa Susanna · 
Tempietto van San Pietro in Montorio · 
Santa Teresa al Corso d’Italia · 
Trinità dei Monti · 
Sant’Ugo · 
Beata Vergine Maria del Monte Carmelo a Mostacciano · 
Basilica di San Vitale